# スティーヴ・フォックス
スティーヴ・フォックス（Steve Fox、Steven Henry Fox、1953年10月3日 - ）はロックバンド『ゴダイゴ』のベーシスト。プロテスタント牧師、音楽家、サウンドエンジニア、ベース講師、英語（会話、発音）講師、企業経営者でもある。
ゴダイゴでベース、ボーカル、音響エンジニアリングを担当。アルバム収録曲の作詞も手掛ける（アルバム『What a Beautiful Name』）。父親はアメリカ人、母親は日本人。日本で生まれ、アメリカとの間を行き来しながら成長した。
⻑⾝でダンディなルックス、ユニークかつユーモラスなキャラクターで、デビュー以来ファンを魅了し続けている。独⾃の低⾳ボイスを活かしたボーカル・コーラスやトークは、ファンの熱烈な⽀持のみならず声の専⾨家からも評価を得る。
現在は、ゴダイゴ（2006年再結成）、音響エンジニア（含、アマチュアミュージシャン支援）、牧師（手掛けた結婚式は1万組超）、オンライン英会話講師、ファッションモデル、音楽スクールのゲスト講師等の活動をしながら、独自のオンラインイベントを開催するなど精力的に幅広く活動中。

## 来歴
- 1953年 - 宮城県仙台市に生まれる（1952年のサンフランシスコ講和条約発効で占領期は終わるが、進駐軍の撤収完了は1957年）。
- 1971年 - バンド『サンライズ』(Sunrise)をミッキー吉野と結成。
- 1972年 - バークリー音楽院に入学。
- ボストンでバンド『フレッシュ&ブラッド』(Flesh & Blood)をミッキー吉野と結成。
- トミー・スナイダーと知り合う。
- 1974年 - バンド『ミッキー吉野グループ』をミッキー吉野と結成。
- 1975年 - ミッキー吉野グループがゴダイゴに。
- 1980年 - ゴダイゴ脱退、キリスト教の宣教師に。音楽活動から引退したが、その後に復帰。
- 1995年 - 自身初の自叙伝『Who am I?』を発表。
- 1998年 - RKBラジオの番組からバンド『トロピカル・ポップ・オーケストラ』(Tropical Pop Orchestra、TPO)を浅野孝已、Kenneth Makuakane と結成。福岡市の百道浜のイベント『ブルー・ライト・クリスマス』イメージ曲『Christmas Promise』が代表曲。
- 1999年 - ゴダイゴの期間限定再結成に参加し、ゴダイゴに復帰。。
- 2003年 - ザ・ゴールデン・カップスの再結成にサポートベーシストとして参加。NHK「思い出のメロディー」にもカップスのメンバーとともに出演。
- 2004年 - 映画「ザ・ゴールデン・カップス ワンモアタイム」のインタビューシーンに出演。
- 2006年 - ゴダイゴ再始動。
- 2013年 - 初のソロアルバム『Audacious Terrain』および『スティーヴ・フォックス/アンソロジー・ベスト』をリリース。
- 2020年 - コロナ禍の長期化を受け、音楽業界活性化に貢献するべく11月より「音作り」によるアマチュアミュージシャン支援の取り組みを開始。アマチュアミュージシャンのレコーディング音源のミキシングやマスタリングを「びっくりするような低価格」で引き受けている。ベースや低音コーラスの追加も可能。
- 2021年 - 月刊神戸っ子(KOBECCO)2021年1月号でインタビュー記事掲載。
- 2021年 - 自叙伝『Who am I?』を電子書式（PDF）形式で再発売。
- 2021年 - 学研kiminiオンライン英会話クラス開始。
- 2021年 - Zoomを利用し参加者と直接交流可能な各種オンラインイベントを開始（ゴダイゴ関連のトーク、ゴダイゴ曲で使用される英単語を使う英語発音クラス、ゴダイゴ曲で使用されているイディオムを学ぶクラス、アマチュアミュージシャンへの各種アドバイス、悩み相談、英語によるトーク、オンラインセッション、プロ/アマチュアシンガーへの英語発音指導等）。
- 2021年 - 声の科学の専門家 山﨑広子氏とオンラインで声や聴覚に関する対談『オンライン時代に心に届く声、伝わる声』を開催（計3回）。
- 2021年 - カフェスタイル座談会「ママカフェ♭高松」子育て座談会にゲスト参加（計2日）
- 2021年 - 元NHKキャスター（WACHIKAコミュニケーションズ代表） 阿隅和美氏とオンラインで「緊張対策セミナー」開催。
- 2021年 - ESP学園（大阪）音楽アーティスト科でベース特別講義
- 2021年 - 外国人モデル・タレントエージェンシー『フリー・ウェイブ』登録（モデル、ナレーター等）
- 2021年 - 神戸の貿易会社Divine Plan Japan社 副社長就任
- 2021年 - ソロアルバム『Audacious Terrain』を自身の手によるリマスター版としてダウンロード形式で再発。
- 2022年 - ヨウジヤマモト社オフィシャルウェブストアTHE SHOP YOHJI YAMAMOTOにて発売となるブランド『S’YTE × KUON COLLECTION Vol.2』のプロモーション動画にモデルとして出演。
- 2022年 - 声の科学の専門家 山﨑広子氏と開催したオンライン対談『オンライン時代に心に届く声、伝わる声』をCD-Rで発売。スティーヴと山﨑氏のサイン付きディスク（数量限定）。
- 2022年 - 初のソロアルバム『Audacious Terrain』、 自叙伝『Who am I?』（PDF）形式）を収録し、さらに特典音源、スティーヴ自身によるギター弾き語り曲（Amazing Grace）、メッセージ動画を併せて収録したデータCD-R『Steve Fox Special CD-R』を発売。
- 2022年 - ALL IMAGES BLAZING (AIB) の新作アルバム『Change!』（2022年8月26日発売予定）にて全曲マスタリングを担当。
- 2022年 - ハード＆ヘヴィ・ロック・マガジン『WeRock』Vol.090 (August/September 2022)のALL IMAGES BLAZINGインタビュー記事において、新作アルバム担当エンジニアとしてのメッセージ掲載。『Euro-Rock Express』Vol.94にてALL IMAGES BLAZINGインタビューに参加。
- 現在は、ゴダイゴ、音響エンジニア（含、アマチュアミュージシャン支援）、牧師（手掛けた結婚式は1万組超）、学研kiminiオンライン英会話講師、ファッションモデル、音楽スクールベースゲスト講師、牧師経験を活かしたオンライン恋活・婚活相談室（婚活サポートおきなわ）等の活動の他、独自にファンと直接交流する各種オンラインイベント（ゴダイゴについてのトーク、英語発音指導、シンガーの英語発音指導等）の開催（2022年に入り休止中）もするなど精力的に幅広く活動中。タケカワユキヒデが大阪で開催するソロライヴにもゲスト出演（2021年～）。

## ディスコグラフィ

### ゴダイゴ時代
ゴダイゴの項を参照

### シングル
1. アイドル・ヒップ　（1977.6.1）
エルナンド&スティーヴ名義のシングル。
2. A CHRISTMAS PROMISE （1998.11.1）
スティーヴと浅野孝巳、Jeff Rasmussen、Kenneth Makuakaneの4人ユニット「T.P.O.(Tropical Pop Orchestra)」のシングル。

### アルバム
『ROCK BASS METHOD』　（1975）
神田商会のベース教則本に添付されていたカセット。
『WASHERMAN'S FIELD』 （1996）
ゴスペル・グループ「WAYSIDE」名義のアルバム。

『Audacious Terrain』（2013）
新進の若手ミュージシャンJON LEVY他とのコラボレーションによる初のソロアルバム。2021年リマスター版をダウンロード販売開始。
『スティーヴ・フォックス/アンソロジー・ベスト』（2013）
入手困難な「ザ・サンライズ」幻のシングル曲（2曲）、「アイドル・ヒップ」「CHRISTMAS PROMISE」を含むベスト盤。
『特別対談イベント『オンライン時代に心に届く声、伝わる声』』（2022）
2021年に計3回にわたり開催した、声の科学の第一人者 山﨑広子（声・脳・教育研究所 代表理事）とのZoom対談イベントを収録（音声ファイル）したデータCD-R。限定50枚（両名のサイン付きディスク）の特別盤。スティーヴ・フォックスFBからの通信販売は受付終了。2022年4月24日（日）のタケカワユキヒデソロライヴ（大阪ベロニカ、スティーヴ・フォックスゲスト出演）にて販売。その後、ライヴ会場で販売中（残数限り）。
『Steve Fox Special CD-R』（2022）
ソロアルバム「Audacious Terrain」と自叙伝「Who am I?」をセットにし、特典として新規録音したギター弾き語り「Amazing Grace」他を収録した特別盤（データCD-R）。2022年4月24日（日）のタケカワユキヒデソロライヴ（大阪ベロニカ、スティーヴ・フォックスゲスト出演）にて限定数（第1ステージ12枚、第2ステージ12枚）を販売。その後、ライヴ会場で販売中。

## その他
- これまでに音響エンジニアとしてミキシング/マスタリングを手掛けた楽曲のうち80曲程度がSoundCloudの自身のページで公開されている。
- 自叙伝『Who am I?』 - 市岡洋の演出で劇『Who am I?』に（2001年）。電子図書（PDF）形式で、ゴダイゴオンラインストアで再発（2021年）。
- ゴダイゴ曲の歌詞やタイトル等に使われる英単語によって正しい米語発音を学ぶ独自のオンラインクラスを開催（詳細はスティーヴ・フォックスフェイスブックページにて）。独自教材も発売中。
- ZoomとSyncroomを利用し、希望者と一緒にオンラインセッションをするイベントを開催（1対1、グループ）。
- 音響エンジニアとしてプロミュージシャンやアマチュアミュージシャンの楽曲のミキシングやマスタリングを手掛けている（例：All Images Blazing (AIB)、やま♪げん、青木慎太朗、藤本実里）。ベース演奏やコーラスによる参加もあり。
- 「ゴダイゴのスティーヴ」としての知名度のみならず、プロミュージシャンとしてのエンターテイナー性を巧みに活かして手掛ける結婚式は「生涯忘れられない感動を生む結婚式」として長年にわたり高い評価を得ており、個人やホテルからの指名も多数。
- 結婚式の仕事は神戸、大阪、京都等の関西中心であるが、交通費等の条件次第で遠方でも可能としている。
- ブロードウェイで活躍する人気女優Alyssa Foxは姪。
- テレビドラマ/映画出演：NHKドラマ「男たちの旅路」、映画「ハウス」、映画「ブラックジャック　瞳の中の訪問者」
- CM出演：GRECO ベースギターGOB、森永ネクター、森永チョコレート、NEC音声多重テレビ、タケダ ベンザエース、ポートアイランド博覧会
- モデル出演：『S’YTE × KUON COLLECTION Vol.2』プロモーション動画
- 第21回 日本レコード大賞　金賞「ビューティフル・ネーム（ゴダイゴ）」
- ネパール史上初のロックコンサート（ゴダイゴ）　1980年2月、ネパール国立競技場（観衆　約6万人）
- ゴダイゴの大ヒット時代、テレビ出演の際に「怖い人」という印象を持たれることがあったが、それは極度の緊張故のことであった（本人談）。それを乗り越えた経験やノウハウを伝えるべく開催したのが阿隅和美氏と開催した「緊張対策セミナー」である。
- 中学⽣（⼥の⼦）と⼩学⽣（男の⼦）を持つ現役の⼦育てダディー（シングルファーザー）でもある（2022年2月現在）。
- 特技は、 パブリックスピーキング、ダジャレ、⽫洗い（70年代にボストン BENIHANAで修⾏） 。趣味は、 読書、聖書に学ぶこと、⾳楽鑑賞、ベース演奏、⾳響エンジニアリング、オーディオマニア、映画鑑賞、グルメ、Mac（コンピューター）。あんぱん、チョコレート、オロナミンC好き。